# جون فارمر
جون فارمر (بالإنجليزية: John Farmer)‏ (31 أغسطس 1947 في المملكة المتحدة - ) هو لاعب كرة قدم بريطاني في مركز حراسة المرمى. لعب مع ستوك سيتي وليستر سيتي وكليفلاند ستوكرز ونورثويتش فيكتوريا.

## وصلات خارجية
- جون فارمر على موقع قاعدة بيانات كرة القدم.إي يو (الإنجليزية)